# Metaetyka
Metaetyka – dział etyki, jeden z trzech głównych obok etyki normatywnej i opisowej. Obejmuje między innymi zagadnienia wolności woli, odpowiedzialności moralnej i przedmiotu oceny etycznej, lecz włącza je przede wszystkim od strony znaczenia uwikłanych w te zagadnienia podstawowych pojęć, poddając te pojęcia analizie logicznej. W sensie węższym metaetyka zajmuje się pewnymi wyodrębnionymi zagadnieniami, z których dwa – od czasu ukształtowania się jej w odrębnych działach etyki – wysunęły się na czoło:
- znaczenie orzeczników etycznych (dobry, zły, słuszny, podły);
- kwestia, czy sądom etycznym przysługuje wartość logiczna i czy wolno je traktować jako fałszywe lub prawdziwe.

Początki metaetyki datuje się na pierwsze lata XX wieku, kiedy to pojawiło się dzieło George’a Edwarda Moore’a pod tytułem „Zasady etyki”. Samo słowo metaetyka oznacza zaś gnoseologiczne, logiczne i metodologiczne zagadnienia etyki normatywnej.